# Cymbopogon nervatus
Cymbopogon nervatus är en gräsart som först beskrevs av Ferdinand von Hochstetter, och fick sitt nu gällande namn av Emilio Chiovenda. Cymbopogon nervatus ingår i släktet Cymbopogon, och familjen gräs. Inga underarter finns listade i Catalogue of Life.